# Abdellah Chebira
Abdellah Chebira, né le 12 juillet 1986 à Blida en Algérie, est un footballeur professionnel algérien.

## Carrière en club
Abdellah Chebira joue en faveur de l'USM Blida de 2008 à 2012. Il évolue ensuite avec le CA Bordj Bou Arreridj pendant deux saisons, de 2012 à 2014, pour un total de 45 matchs joués en Division 1 et trois buts marqués.
À compter de 2014, il joue avec le CR Belouizdad. Régulièrement titulaire la première saison, il disparaît ensuite progressivement de l’effectif. Il remporte toutefois la Coupe d'Algérie en 2017, en étant titulaire lors de la finale.

## Carrière en équipe nationale
En 2006, Chebira est appelé en équipe nationale algérienne de moins de 23 ans pour un camp d'entraînement à Alger. En 2007, il est membre de l'équipe nationale des moins de 23 ans lors des Jeux d'Afrique. Il vient en remplacement dans deux matchs de groupe contre la Zambie et la Guinée. 
Le 16 avril 2008, Chebira est appelé en équipe algérienne A' pour un match de qualification du Championnat d'Afrique 2009 contre le Maroc.

## Palmarès
- Vainqueur de la Coupe d'Algérie en 2017 avec le CR Belouizdad